# 1823
| [ Edytuj tabelę ]                                   | |
| Król Polski (tytularny)                             | - 1815 Aleksander I Romanow 1825 |
| Emir Afganistanu                                    | - 1819 Ajub Szah Durrani 1823 - 1818 Al-Rajuo Ballaha 1842                                                                                     |
| Współksiążęta Andory                                | - 1817 Bernat Francés y Caballero 1824 - 1815 Ludwik XVIII 1824                                                                                |
| Cesarz Austrii                                      | - 1804 Franciszek II Habsburg 1835 |
| Król Bawarii                                        | - 1805 Maksymilian I Józef 1825 |
| Cesarz Brazylii                                     | - 1822 Pedro I 1831 |
| Sułtan Brunei                                       | - 1807 Muhammad Kanzul Alam 1829 |
| Cesarz Chin                                         | - 1820 Daoguang 1850 |
| Król Czech                                          | - 1792 Franciszek II Habsburg 1835 |
| Król Danii                                          | - 1808 Fryderyk VI 1839 |
| Dalajlama                                           | - 1816 Cultrim Gjaco 1837 |
| Władca Egiptu                                       | - 1805 Muhammad Ali 1848 |
| Premier Francji                                     | - 1821 Jean-Baptiste de Villèle 1828 |
| Król Francji                                        | - 1815 Ludwik XVIII 1824 |
| Prezydent Haiti                                     | - 1818 Jean-Pierre Boyer 1843 |
| Król Hawajów                                        | - 1819 Kamehameha II 1824 |
| Król Hiszpanii                                      | - 1813 Ferdynand VII 1833 |
| Król Holandii                                       | - 1815 Wilhelm I 1840 |
| Szach Iranu                                         | - 1797 Fath Ali Szah 1834 |
| Państwo Wielkich Mogołów                            | - 1806 Akbar Szah II 1837 |
| Król Irlandii                                       | - 1820 Jerzy IV Hanowerski 1830 |
| Cesarz Japonii                                      | - 1817 Ninkō 1846 |
| Kalif                                               | - 1808 Mahmud II 1839 |
| Prezydent Kolumbii                                  | - 1819 Francisco de Paula Santander 1823 |
| Patriarcha Konstantynopola                          | - 1822 Antym III 1824 |
| Władca Korei                                        | - 1800 Sunjo 1834 |
| Emir Kuwejtu                                        | - 1814 Dżabir I 1859 |
| Książę Liechtensteinu                               | - 1805 Jan I 1836 |
| Wielki książę Luksemburga                           | - 1815 Wilhelm I 1840 |
| Sułtan Maroka                                       | - 1822 Abd ar-Rahman 1859 |
| Prezydent Meksyku                                   | - 1823 Pedro Celestino Negrete 1824 |
| Książę Monako                                       | - 1819 Honoriusz V 1841 |
| Król Nawarry                                        | - 1814 Ludwik XVIII 1824 |
| Król Nepalu                                         | - 1816 Rajendra 1847 |
| Premier Nepalu                                      | - 1806 Bhimsen Thapa 1837 |
| Król Norwegii                                       | - 1818 Karol III Jan 1844 |
| Sułtan Omanu                                        | - 1807 Sa’id ibn Sultan 1856 |
| Papież                                              | - 1800 Pius VII 1823 - 1823 Leon XII 1829 |
| Konsul Paragwaju                                    | - 1814 José Gaspar Rodríguez de Francia 1840                                                                                                   |
| Książę Parmy i Piacenzy                             | - 1814 Maria Ludwika 1847 |
| Prezydent Peru                                      | - 1822 José de La Mar 1823 - 1823 Manuel Salazar y Baquíjano 1823 - 1823 José de la Riva Agüero 1823 - 1823 José Bernardo de Tagle 1824        |
| Król Portugalii                                     | - 1816 Jan VI 1826 |
| Król Prus                                           | - 1797 Fryderyk Wilhelm III 1840 |
| Car Rosji                                           | - 1801 Aleksander I 1825 |
| Król Saksonii                                       | - 1806 Fryderyk August I 1827 |
| Kapitanowie Regenci San Marino                      | - 1822 Mariano Begni Giovanni Malpeli 1823 - 1823 Giuseppe Mercuri Marino Lonfernini 1823 - 1823 Francesco Maria Belluzzi Filippo Filippi 1824 |
| Książę Serbii                                       | - 1815 Miłosz I Obrenowić 1839 |
| Król Sardynii                                       | - 1821 Karol Feliks 1831 |
| Król Szwecji                                        | - 1818 Karol XIV Jan 1844 |
| Król Tajlandii                                      | - 1809 Buddha Loetla Nabhalai 1824 |
| Sułtan Turków                                       | - 1808 Mahmud II 1839 |
| Prezydent USA                                       | - 1817 James Monroe 1825 |
| Król Węgier                                         | - 1792 Franciszek 1835 |
| Monarcha Wielkiej Brytanii                          | - 1820 Jerzy IV 1830 |
| Premier Wielkiej Brytanii                           | - 1812 Robert Jenkinson 1827 |
| Cesarz Wietnamu                                     | - 1820 Minh Mạng 1841 |
| Prezydent Wielkiej Kolumbii                         | - 1819 Simón Bolívar 1830 |
| Prezydent Zjednoczonych Prowincji Ameryki Środkowej | - 1823 José Cecilo del Valle 1825 |

Rok 1823 / MDCCCXXIII
stulecia: XVIII wiek ~
XIX wiek ~
XX wiek

dziesięciolecia:
1790–1799 •
1800–1809 •
1810–1819 •
1820–1829
• 1830–1839
• 1840–1849
• 1850–1859

lata: 1813 «
1818 «
1819 «
1820 «
1821 «
1822 «
1823
» 1824
» 1825
» 1826
» 1827
» 1828
» 1833

## Wydarzenia w Polsce
- 1 stycznia – otwarto pierwszą w Poznaniu publiczną lecznicę – dzisiejszy Szpital Przemienienia Pańskiego.
- 25 października – zakończono budowę kopca Kościuszki w Krakowie.
- 25 grudnia – założono we Lwowie Muzeum Książąt Lubomirskich.
- Nikołaj Nowosilcow, przeciwnik swobód dla Polaków, późniejszy ich kat opisany w Dziadach Mickiewicza, przyjechał do Wilna.
- Wskutek prowadzonego przez Mikołaja Nowosilcowa śledztwa zostają rozbite towarzystwa filomatów i filaretów.
- Początek uwłaszczenia chłopów w Wielkim Księstwie Poznańskim.

## Wydarzenia na świecie
- 22 stycznia – poeta Ferenc Kölcsey napisał tekst pieśni „Boże zbaw Węgrów”, późniejszego hymnu Węgier.
- 3 lutego – pierwsze wykonanie włoskiej opery Semiramida Gioacchina Rossiniego.
- 13 kwietnia:
  - 11-letni Ferenc Liszt koncertował publicznie (po zakończeniu występu odebrał gratulacje z rąk Ludwiga van Beethovena)
  - Tampico w Meksyku uzyskało prawa miejskie.
- 4 maja – wojna o niepodległość Brazylii: zwycięstwo floty brazylijskiej dowodzonej przez Thomasa Cochrane’a nad portugalską w bitwie koło Salvadoru.
- 23 czerwca:
  - Robert Stephenson, jego ojciec George Stephenson, Edward Pease podjęli w Newcastle upon Tyne budowę pierwszej lokomotywy parowej (Wielka Brytania).
  - Antonio José de Sucre został prezydentem Peru.
- 15 lipca – pożar kościoła św. Pawła za Murami w Rzymie; odbudowa została zakończona w 1854 r.
- 24 lipca – w Chile zniesiono niewolnictwo.
- 28 lipca – Imperium Osmańskie i Persja podpisały traktat z Erzurum.
- 18 sierpnia – rozpoczął się bunt w Demerarze.
- 31 sierpnia – francuska inwazja na Hiszpanię: decydująca klęska hiszpańskich powstańców w bitwie pod Trocadero.
- 10 września – Simon Bolivar został prezydentem Peru.
- 28 września – początek pontyfikatu Leona XII, jako 252. papieża.
- 2 grudnia – prezydent USA, James Monroe w przemówieniu do Kongresu wprowadza tzw. „Doktrynę Monroe”.
- William Sturgeon wynalazł elektromagnes.

## Urodzili się
- 1 stycznia – Sándor Petőfi, węgierski poeta (zm. 1849)
- 23 stycznia – Leopold von Winter, niemiecki polityk, nadburmistrz Gdańska (zm. 1893)
- 17 lutego – Robert Herzog, niemiecki duchowny katolicki, biskup wrocławski (zm. 1886)
- 28 lutego:
  - Ernest Renan, francuski pisarz, historyk, filolog i filozof; sceptyk (zm. 1892)
  - Juliusz Ligoń, śląski działacz społeczny, publicysta i poeta (zm. 1889)
- 16 kwietnia - Wojciech Kalinowski, polski aptekarz, burmistrz Rzeszowa (zm. 1895)
- 25 kwietnia – Abdülmecid I, sułtan Imperium Osmańskiego (zm. 1861)
- 10 maja – John Sherman, amerykański polityk, senator ze stanu Ohio (zm. 1900)
- 24 czerwca – Aleksander Mierowski, polski wydawca, działacz narodowy (zm. ?)[1]
- 9 lipca – Henryk Rodakowski, polski malarz portrecista (zm. 1894)
- 30 lipca – Charles Lory, francuski geolog (zm. 1889)
- 3 sierpnia – Antoni August Ledóchowski, polski rotmistrz (zm. 1885)
- 22 sierpnia – Ludwik Martin, francuski zegarmistrz, ojciec św. Teresy z Lisieux, święty katolicki (zm. 1894)
- 23 sierpnia – Bartłomiej Nowak, polski przywódca chłopski, pułkownik, uczestnik powstania styczniowego (zm. 1890)
- 12 września – Kornel Ujejski, polski poeta (zm. 1897)
- 17 września – Tekla Bądarzewska-Baranowska, polska kompozytorka (zm. 1861)
- 5 października – Feliks Jaroński, polski pianista, kompozytor i pedagog (zm. 1895)
- 9 października – August Wilhelm Hegenscheidt, niemiecki przemysłowiec (zm. 1891)
- 31 października – Eugeniusz Janota, polski animator ruchu turystycznego, germanista, taternik, przyrodnik, badacz folkloru góralskiego, ksiądz katolicki (zm. 1878)
- 27 listopada – Katarzyna od Marii Rodríguez, argentyńska zakonnica, założycielka Zgromadzenia Służebnic Najświętszego Serca Jezusa, błogosławiona katolicka (zm. 1896)
- 28 listopada:
  - Mikołaj Zyblikiewicz, polityk, adwokat, prezydent Krakowa (zm. 1887)
  - Margaret Jane Mussey Sweat, amerykańska poetka (zm. 1908)
- 12 grudnia:
  - Władysław Ludwik Anczyc, polski poeta, dramatopisarz, wydawca, tłumacz, działacz ludowy (zm. 1883)
  - Tomasz Teofil Kuliński, polski duchowny katolicki, biskup kielecki (zm. 1907)
- 28 grudnia – Jan Pogonowski, polski notariusz, polityk, burmistrz Rzeszowa (zm. 1897)

data dzienna nieznana:
- Jan Yi Yun-il, koreański męczennik, święty katolicki (zm. 1867)

## Zmarli
- 26 stycznia – Edward Jenner, angielski wynalazca szczepionek (ur. 1749)
- 7 lutego – Ann Radcliffe, angielska pisarka (ur. 1764)
- 19 marca – książę Adam Kazimierz Czartoryski, polityk, dramatopisarz, krytyk literacki i teatralny, publicysta, mecenas sztuki (ur. 1734)

- 18 maja – Johann Genersich, spiskoniemiecki pedagog, literat i historyk (ur. 1761)
- 20 sierpnia – Pius VII, papież (ur. 1742)
- 11 września – David Ricardo, angielski ekonomista (ur. 1772)
- 7 listopada – Rafael del Riego, hiszpański wojskowy i polityk liberalny (ur. 1784 lub 1785)
- 30 listopada – Tadeusz Liu Ruiting, chiński ksiądz, męczennik, święty katolicki (ur. 1773)

## Święta ruchome
- Tłusty czwartek: 6 lutego
- Ostatki: 11 lutego
- Popielec: 12 lutego
- Niedziela Palmowa: 23 marca
- Wielki Czwartek: 27 marca
- Wielki Piątek: 28 marca
- Wielka Sobota: 29 marca
- Wielkanoc: 30 marca
- Poniedziałek Wielkanocny: 31 marca
- Wniebowstąpienie Pańskie: 8 maja
- Zesłanie Ducha Świętego: 18 maja
- Boże Ciało: 29 maja